# Långtjärnen (Hammerdals socken, Jämtland, 707540-147335)
Långtjärnen är en sjö i Strömsunds kommun i Jämtland och ingår i Indalsälvens huvudavrinningsområde.